# جزيرة باهو الصغرى
جزيرة باهو الصغرى وهي جزيرة من جزر إندونيسيا، وتتبع إقليم كليمنتان الجنوبية في إندونيسيا.